# Fülöp Zoltán (labdarúgó)
Fülöp Zoltán (1976. július 26. –) magyar labdarúgó, jelenleg az élvonalbeli BFC Siófok csatára.

## Pályafutása
Fülöp Zoltán fiatalon került a Ferencvároshoz, ám az NB1-ben a Békéscsaba színeiben debütált, kölcsönjátékosként. 1997 és 2002 között, amíg az FTC játékosa volt, többször is kölcsönadták, nem tudott gyökeret verni a magyar rekordbajnoknál. 2002-ben Siófokra igazolt, ahol alapembere lett a gárdának. A klub körüli bizonytalanságok miatt az év végén távozott, s Ausztriába igazolt. A Mattersburg csapatában rendszeresen játszott. 2005-ben mégis hazatért, Csank János hívására, akivel együtt dolgozott a Ferencvárosnál és a Siófoknál is. Ez a döntés nagyon  rossznak bizonyult, Csankot a 6. forduló után menesztették, Fülöppel pedig két fordulóval később, közös megegyezéssel szerződést bontottak. A csatár ismét Ausztria felé vette az irányt, ám Izraelből jóval jövedelmezőbb ajánlatot kapott. Mindössze fél évet töltött Názáretben, majd a másodosztályú Hapoel Ashqelon csapatához szerződött. Itt sem maradt sokáig, a téli szezonban hazatért, s a másodosztályú BFC Siófokhoz szerződött. Siófokon újra megtalálta önmagát, bár sokáig sérülés hátráltatta, 7 mérkőzésen 3 gólt szerezve vette ki részét a feljutásból. Az NB1-ben is alapembere a gárdának.